# Villes de Voïvodine
Liste des villes de Voïvodine, classées par ordre alphabétique.
- Haut – A
- B
- C
- D
- E
- F
- G
- H
- I
- J
- K
- L
- M
- N
- O
- P
- Q
- R
- S
- T
- U
- V
- W
- X
- Y
- Z

## A
| Nom de la ville | Serbe cyrillique | Population (2002) | District            |
| --------------- | ---------------- | ----------------- | ------------------- |
| Ada             | Ада              | 10 546            | Banat septentrional |
| Alibunar        | Алибунар         | 3 431             | Banat méridional    |
| Apatin          | Апатин           | 19 320            | Bačka occidentale   |

## B
| Nom de la ville   | Serbe cyrillique  | Population (2002) | District             |
| ----------------- | ----------------- | ----------------- | -------------------- |
| Bač               | Бач               | 6 087             | Bačka méridionale    |
| Bačka Palanka     | Бачка Паланка     | 29 449            | Bačka méridionale    |
| Bačka Topola      | Бачка Топола      | 16 171            | Bačka septentrionale |
| Bački Petrovac    | Бачки Петровац    | 6 731             | Bačka méridionale    |
| Banatski Karlovac | Банатски Карловац | 5 820             | Banat méridional     |
| Bečej             | Бече              | 25 774            | Bačka méridionale    |
| Bela Crkva        | Бела Црква        | 10 675            | Banat méridional     |
| Beočin            | Беочин            | 8 058             | Bačka méridionale    |

## C
| Nom de la ville | Serbe cyrillique | Population (2002) | District            |
| --------------- | ---------------- | ----------------- | ------------------- |
| Čoka            | Чока             | 4 707             | Banat septentrional |
| Crvenka         | Црвенка          | 10 164            | Bačka occidentale   |

## F
| Nom de la ville | Serbe cyrillique | Population (2002) | District          |
| --------------- | ---------------- | ----------------- | ----------------- |
| Futog           | Футог            | 18 582            | Bačka méridionale |

## I
| Nom de la ville | Serbe cyrillique | Population (2002) | District      |
| --------------- | ---------------- | ----------------- | ------------- |
| Inđija          | Инђија           | 26 247            | Syrmie (Srem) |
| Irig            | Ириг             | 4 848             | Syrmie (Srem) |

## J
| Nom de la ville | Serbe cyrillique | Population (2002) | District      |
| --------------- | ---------------- | ----------------- | ------------- |
| Jaša Tomić      | Јаша Томић       | 2 982             | Banat central |

## K
| Nom de la ville | Serbe cyrillique | Population (2002) | District            |
| --------------- | ---------------- | ----------------- | ------------------- |
| Kačarevo        | Качарево         | 7 624             | Banat méridional    |
| Kanjiža         | Кањижа           | 10 200            | Banat septentrional |
| Kikinda         | Кикинда          | 41 935            | Banat septentrional |
| Kovačica        | Ковачица         | 6 764             | Banat méridional    |
| Kovin           | Ковин            | 14 250            | Banat méridional    |
| Kula            | Кула             | 19 301            | Bačka occidentale   |

## M
| Nom de la ville     | Serbe cyrillique    | Population (2002) | District            |
| ------------------- | ------------------- | ----------------- | ------------------- |
| Mačvanska Mitrovica | Мачванска Митровица | 3 896             | Syrmie (Srem)       |
| Mol                 | Мол                 | 6 786             | Banat septentrional |

## N
| Nom de la ville | Serbe cyrillique | Population (2002) | District            |
| --------------- | ---------------- | ----------------- | ------------------- |
| Novi Bečej      | Нови Бечеј       | 14 552            | Banat central       |
| Novi Kneževac   | Нови Кнежевац    | 7 581             | Banat septentrional |
| Novi Sad        | Нови Сад         | 216 583           | Bačka méridionale   |

## O
| Nom de la ville | Serbe cyrillique | Population (2002) | District          |
| --------------- | ---------------- | ----------------- | ----------------- |
| Odžaci          | Оџаци            | 9 940             | Bačka occidentale |
| Opovo           | Опово            | 4 693             | Banat méridional  |

## P
| Nom de la ville | Serbe cyrillique | Population (2002) | District             |
| --------------- | ---------------- | ----------------- | -------------------- |
| Palić           | Палић            | 7 745             | Bačka septentrionale |
| Pančevo         | Панчево          | 77 087            | Banat méridional     |
| Petrovaradin    | Петроварадин     | 13 973            | Bačka méridionale    |

## R
| Nom de la ville | Serbe cyrillique | Population (2002) | District      |
| --------------- | ---------------- | ----------------- | ------------- |
| Ruma            | Рума             | 32 125            | Syrmie (Srem) |

## S
| Nom de la ville   | Serbe cyrillique  | Population (2002) | District             |
| ----------------- | ----------------- | ----------------- | -------------------- |
| Senta             | Сента             | 20 302            | Banat septentrional  |
| Šid               | Шид               | 16 311            | Syrmie (Srem)        |
| Sombor            | Сомбор            | 50 950            | Bačka occidentale    |
| Srbobran          | Србобран          | 13 091            | Bačka méridionale    |
| Sremska Kamenica  | Сремска Каменица  | 11 205            | Bačka méridionale    |
| Sremska Mitrovica | Сремска Митровица | 39 041            | Syrmie (Srem)        |
| Sremski Karlovci  | Сремски Карловци  | 8 839             | Bačka méridionale    |
| Stara Pazova      | Стара Пазова      | 18 645            | Syrmie (Srem)        |
| Starčevo          | Старчево          | 7 582             | Banat méridional     |
| Subotica          | Суботица          | 99 711            | Bačka septentrionale |

## T
| Nom de la ville | Serbe cyrillique | Population (2002) | District          |
| --------------- | ---------------- | ----------------- | ----------------- |
| Temerin         | Темерин          | 19 216            | Bačka méridionale |
| Titel           | Тител            | 5 894             | Bačka méridionale |

## V
| Nom de la ville | Serbe cyrillique | Population (2002) | District          |
| --------------- | ---------------- | ----------------- | ----------------- |
| Vrbas           | Врбас            | 25 907            | Bačka méridionale |
| Vršac           | Вршац            | 36 663            | Banat méridional  |

## Z
| Nom de la ville | Serbe cyrillique | Population (2002) | District          |
| --------------- | ---------------- | ----------------- | ----------------- |
| Žabalj          | Жабаљ            | 9 598             | Bačka méridionale |
| Žitište         | Житиште          | 3 242             | Banat central     |
| Zrenjanin       | Зрењанин         | 79 545            | Banat central     |

- Haut – A
- B
- C
- D
- E
- F
- G
- H
- I
- J
- K
- L
- M
- N
- O
- P
- Q
- R
- S
- T
- U
- V
- W
- X
- Y
- Z